# Гусєва Олександра Костянтинівна
Олександра Костянтинівна Гусєва (1914 — ?) — радянська діячка, ткаля Першої прядильно-ткацької фабрики Ташкентського текстильного комбінату імені Сталіна Узбецької РСР. Депутат Верховної ради СРСР 2-го скликання.

## Життєпис
У 1937 році закінчила курси ткаль при Ташкентському текстильному комбінаті імені Сталіна.
З 1937 року — ткаля Першої прядильно-ткацької фабрики Ташкентського текстильного комбінату імені Сталіна. Перевиконувала річні плани, у 1945 році виробила понад план біля 28 тис. метрів тканин. Керувала стахановською школою Ташкентського текстильного комбінату імені Сталіна.
Подальша доля невідома.